# Esko Männikkö
Esko Männikkö, född 1959 i Pudasjärvi, är en finländsk fotograf.
Esko Männikkö bodde som ung i Särkijärvi by i Utajärvi kommun i Norra Österbotten. Han är självlärd som fotograf och hans intresse för fotografi väcktes, när han som barn följde med sin far på dennes jaktturer. Han började fotografera fåglar och landskap i högstadieåldern.
Männikkö fick sitt genombrott i början av 1990-talet med fotoserie av ungkarlar i norra Finlands glesbygd. Han influerades av finländska fotografer som Jorma Puranen (bilder av samer 1979), Pekka Turunen (fotografier av människor i Norra Karelen) och Veli Granö (bilder på självlärda så kallade ITE-konstnärer från 1980-talet).
Han fick sitt genombrott under första hälften av 1990-talet och deltog 1989–92 i vandringsutställningen Country & Eastern tillsammans med Pekka Turunen och Ari Jaskari, bland annat i VR:s gamla magasin i Helsingfors. År 1993 ställde Esko Männikö ut med bilder på ungkarlar och andra människor i den finska glesbygden på utställningen Naarashauki (Hongäddan) på fotokonstnärernas galleri Hippolyte i Helsingfors. År 1995 blev han vald till Årets unga konstnär 1995, och hans fotografier visades på Tammerfors konstmuseum. Männikkö är representerad vid bland annat Göteborgs konstmuseum.